# Elektrownia geotermalna Hellisheiði

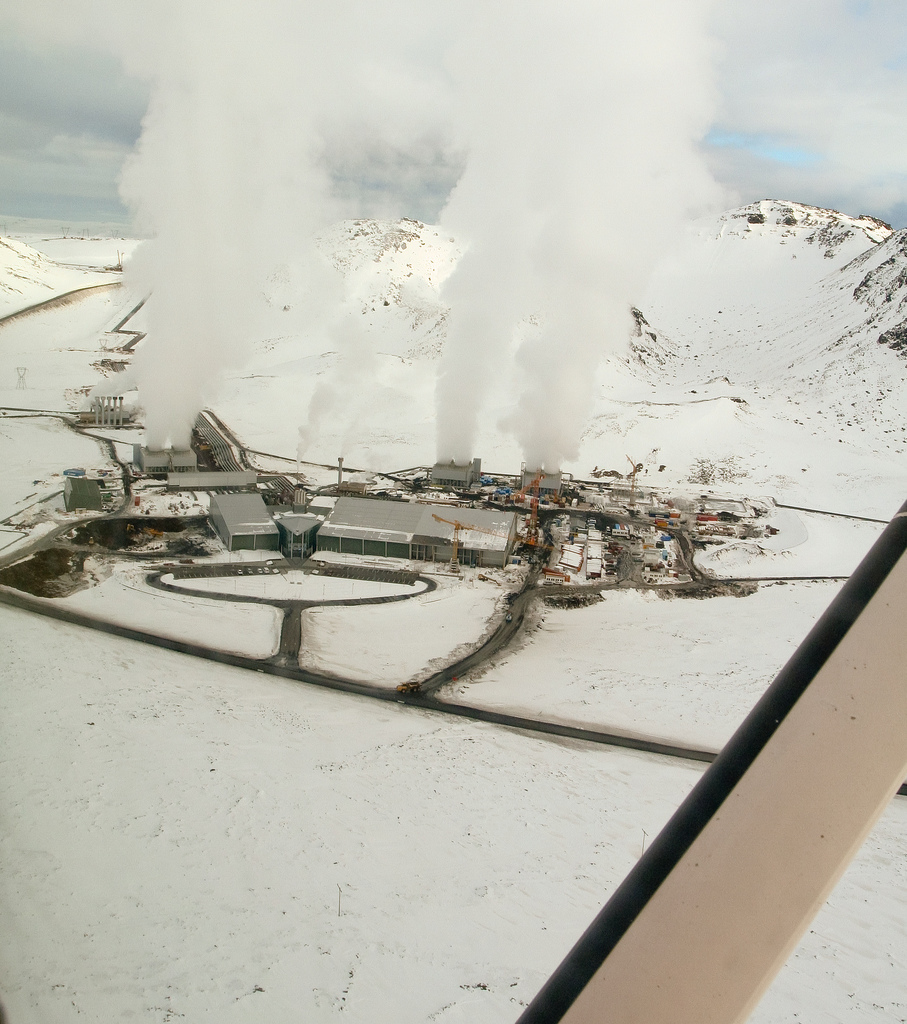

Elektrownia geotermiczna Hellisheiði – największa elektrownia geotermalna w Islandii.
Zlokalizowana w południowo-zachodniej Islandii, około 30 km od Reykjavíku, w okolicy wulkanu Hengill, który jest również źródłem energii dla położonej 11 km na północny wschód elektrowni geotermalnej Nesjavellir.
Od 2012 r. działa przy niej projekt sekwestracji dwutlenku węgla – Carbfix.

## Dane techniczne
Elektrownia Hellisheiði dostarcza 303 MW energii elektrycznej i 133 MW energii cieplnej w postaci gorącej wody, używanej w celach grzewczych. Ostatni etap rozbudowy elektrowni zakłada zwiększenie produkcji energii cieplnej do 400 MW.
Moc turbin:
- 6 × 45 MW (turbiny wysokociśnieniowe)
- 1 × 33 MW (turbina niskociśnieniowa)

Energia geotermalna pozyskiwana jest z 50 odwiertów o głębokości 1000-2200 metrów.